# Special Anti-Robbery Squad
La Special Anti-Robbery Squad (SARS, in italiano squadra speciale anti-rapina) è stata una forza speciale della polizia nigeriana, attiva dal 1992 fino all'11 ottobre 2020, quando venne sciolta dopo diverse proteste.

## Modus operandi
La squadra speciale anti-rapina agiva sotto copertura. I membri operativi della SARS non erano autorizzati ad indossare la divisa della polizia né di esibire in pubblico equipaggiamenti come fucili o walkie-talkie. In servizio utilizzavano veicoli senza contrassegni e alcune volte senza targa o con targhe private.